# Диков, Юрий Николаевич
Ю́рий Никола́евич Ди́ков (род. 23 июля 1937, Баку) — советский и российский физик-теоретик, доктор физико-математических наук (1989). Герой Труда Российской Федерации (2025), заслуженный деятель науки Российской Федерации (2002), лауреат Государственной премии СССР (1979) и премии Правительства Российской Федерации в области науки и техники (2014) .

## Биография
Родился 23 июля 1937 года в Баку, Азербайджанская ССР, СССР.
В 1954 году поступил на факультет теоретической и экспериментальной физики Московского инженерно-физического института, который окончил в 1960 году по специальности «теоретическая ядерная физика», после чего поступил на работу в Всесоюзный научно-исследовательский институт технической физики, где трудится и по сей день. С 1995 по 2011 год являлся заместителем начальника технического отделения института, которое он впоследствии возглавил. За годы трудовой деятельности под его руководством были разработаны и переданы в серийное производство множество образцов новой техники, в том числе и военной.
Является одним из ведущих специалистов в области моделирования процессов переноса радиационного излучения в плотной высокотемпературной плазме, а также специалистом по разработке термоядерных зарядов по оригинальной физической схеме.
Почётный гражданин города Снежинска (2012). 1 мая 2025 года президент Владимир Путин подписал указ о присвоении Юрию Дикову звания Героя Труда Российской Федерации. 12 июня 2025 года на церемонии вручения звезды Героя Труда в Кремле заявил, что «сейчас враги снова собираются в стаю, надеясь на лёгкую добычу. Как не получилось у Наполеона, не получилось у Гитлера, так не получится у современных шакалов из НАТО».

## Труды
Является автором около 200 научных работ и статей, не опубликованных в открытой печати.

## Награды
- Герой Труда Российской Федерации (1 мая 2025) — за особые трудовые заслуги перед государством и народом[5]
- Премия Правительства Российской Федерации в области науки и техники (2014)
- Заслуженный деятель науки Российской Федерации (28 января 2002) — за большой вклад в развитие атомной энергетики, достигнутые трудовые успехи и многолетнюю добросовестную работу[6]
- Орден Почёта (16 января 1996) — за заслуги перед государством, большой личный вклад в развитие атомной промышленности и многолетний добросовестный труд[7]
- Орден Дружбы народов (1987)
- Государственная премия СССР (1979)
- Почётный гражданин города Снежинска, 17 мая 2012 года «за большие достижения в трудовой деятельности, выдающийся вклад в развитие производственной и социальной сферы города, активное участие в общественной жизни и в связи с 55-летием города Снежинска»[8].